# پی‌سرا (جوکندان)
پی‌سرا، روستایی در دهستان نیل‌رود بخش جوکندان شهرستان تالش در استان گیلان ایران است.

## جمعیت
بر پایه سرشماری عمومی نفوس و مسکن در سال ۱۳۹۵، جمعیت این روستا برابر با ۸۸۱ نفر (۲۳۲ خانوار) بوده است.